# ヴラトコ・ラジッチ
ヴラトコ・ラジッチ（Vlatko Lazić、1990年5月23日 - ）は、オランダ出身の元サッカー選手。両サイドでプレーするサイドバック及びミッドフィルダー。

## 経歴
オランダ・エールディヴィジに属するアヤックス・アムステルダムの育成アカデミーを卒業した後、オランダのFCドルトレヒト、RBCローゼンダール、ベルギーのKV Turnhoutなどでプレー。
2012年7月より3シーズンに渡ってプレーしたデ・フラーフスハップでは主力選手として105試合に出場し7得点12アシストを記録した。
2015年8月からNACブレダでプレー。リーグ戦24試合に出場し5アシストを記録した。
2016年9月1日にルーマニア1部のAFCアストラ・ジュルジュに移籍し、UEFAヨーロッパリーグではASローマ戦やFCヴィクトリア・プルゼニ戦で先発出場したものの、移籍当初から給料未払いが続き、2016年11月に同クラブを退団した。同クラブでのチームメートには瀬戸貴幸がいた。
退団後再びオランダに帰国し2017年1月にRKCヴァールヴァイク|に入団。シーズン終了までに15試合に出場し1得点5アシストを記録した。

## プレースタイル
スピードと両足を使える技術を生かしたサイドの職人として実績を残している。両サイドでのサイドバックのポジションのみならず、ミッドフィルダー、ウィングとチーム事情と対戦相手によって6つのポジションでプレーしているポリバレントな選手である。

## 人物
セルビア系オランダ人であり、セルビアの国籍も取得している。